# Traute Grundmann
Traute Grundmann (* 20. September 1939 in Nienburg/Weser; † 9. Februar 2005 ebenda) war eine deutsche Politikerin (CDU).

## Leben
Grundmann absolvierte die mittlere Reife und begann eine Ausbildung in ländlicher Hauswirtschaft und Gutsverwaltung. Sie ist Absolventin der Frauenfachschule in Kassel (Mathilde-Zimmer-Stiftung).
Seit 1974 war sie Mitglied der CDU. Sie war in Hannover stellvertretende Vorsitzende des CDU-Bezirksverbandes. Ferner war sie Vorsitzende des DRK-Ortsvereins in Nienburg. Zudem war sie Vorsitzende des Trägervereins des Nienburger Frauenhauses und Vorsitzende des Deutsch-Ausländischen Freundschaftsvereins ebenfalls in Nienburg. Grundmann war Mitglied des Kirchenvorstandes „St. Martin“ in Nienburg und Schirmherrin der Nienburger Tafeln.

## Politik
Traute Grundmann wurde im Jahr 1981 zur Ratsfrau der Stadt Nienburg gewählt. Im Jahr 1989 wurde sie Kreistagsabgeordnete des Landkreises Nienburg und Vorsitzende des Kreisschulausschusses. Im Nienburger Rat war sie stellvertretende Vorsitzende des Schulausschusses.
Grundmann wurde erstmals in der zwölften Wahlperiode zum Mitglied des Niedersächsischen Landtages vom 1. Januar 1992 bis zum 20. Juni 1994 gewählt. Ihr gelang in der dreizehnten und vierzehnten Wahlperiode die Wiederwahl, so dass sie bis ins Jahr 2003 Landtagsabgeordnete blieb.
Am 23. Mai 1994 gehörte sie der 10. Bundesversammlung an.